# La Légion des super-héros
Ne doit pas être confondu avec La Légende des super-héros.
La Légion des super-héros (Legion of Super-Heroes) est une série de comics américaine publiée par DC Comics et racontant les aventures d'une équipe de super-héros au troisième millénaire. Elle est apparue pour la première fois en avril 1958 dans Adventure Comics # 247. Superman en est l'un des principaux éléments.

## Synopsis
La Légion a été fondée au troisième millénaire par le philanthrope R.J. Brande. Elle réunit Cosmic Boy, Saturn Girl et Lightning Lad sous une même bannière. Plus tard, Lightning Lad devint Live Wire, et de nombreux membres viennent grossir les rangs de la Légion, parmi lesquels Triade, Chameleon Boy, Apparition, Shrinking Violet ou encore Brainiac 5, Blok, Wildfire (en) et XS (cousine d'Impulse, membres des Teen Titans). Ensemble, ils assurent la sécurité des Planètes-Unies, évitent les guerres et apportent la prospérité.

## Vie éditoriale
Des artistes comme Dave Cockrum dans les années 1970 et Keith Giffen, dans les années 1980-1990, ont joué un rôle important dans l'évolution de la série.
Cette série a connu plusieurs révisions, liées à l'importance du rôle de Superboy dans ses origines et à l'évolution de la continuité quant au statut de celui-ci.
En 2004, Olivier Coipel (dessin) et Dan Abnett, Andy Lanning (scénario) ont relancé la série.
La 5e mouture a été lancée en 2005 par le scénariste Mark Waid et le dessinateur Barry Kitson. La Légion y est un mouvement de la jeunesse pour s'émanciper de l'autorité des adultes, dans un monde qui stagne.
Comme l'immense majorité de la licence DC, l'origine des personnages et leurs histoires ont été remises à jour dans Renaissance DC à partir de septembre 2011.

### Dans les pays francophones
En France, la série a fait l'objet de plusieurs publications notamment en 1979 chez Sagédition sous le titre Héros 2000 : La Légion des super-héros (6 vol.) puis en 1983 chez  Arédit sous les titres Une aventure de la Légion des super-héros et Les Aventures de la Légion des super-héros (3 vol.).
Au Québec, elle est parue en 1984-1986 aux éditions Héritage sous les titres La Légion des super-héros (5 vol.) puis La Légion des super-héros et les Nouveaux Jeunes Titans (17 vol.).

## Membres légionnaires
- Andromeda
- Blok
- Bouncing Boy
- Brainiac 5
- Catspaw
- Celeste, voir (en) Neon (comics)
- Chameleon Boy
- Chameleon Girl
- Chemical King
- Colossal Boy
- Command Kid
- Computo
- Cosmic Boy
- Dawnstar
- Devlin
- Dragonmage
- Dream Boy
- Dream Girl
- Duo Damsel
- Dynamo-Boy
- Element Lad, Jan Arrah
- Ferro Lad
- Gates, un insectoïde, voir (en) Gates (comics)
- Gear
- Inferno
- Insect Queen
- Invisible Kid
- James Cullen
- Jimmy Olsen, sous l'identité de Elastic Lad
- Karaté Kid, voir (en) Karate Kid (comics)
- Kent Shakespeare
- Kid Psycho
- Kid Quantum
- Kinetix
- Kono (it)
- Lar Gand
- Light Lass
- Lightning Lad
- Magnetic Kid
- Magno
- Matter-Eater Lad
- Mon-El
- Monstress
- Night Girl
- Pete Ross
- Phantom Girl
- Polar Boy
- Princess Projectra
- Projectra
- Quislet
- R.J. Brande
- Rond Vidar
- Saturn Girl
- Sensor, Jeka Wynzorr, voir (en) Sensor
- Shadow Lass
- Shikari, voir (en) Shikari
- Shrinking Violet
- Spider Girl
- Star Boy
- Starman
- Sun Boy
- Superboy
- Supergirl
- Superman
- Tellus, voir (en) Tellus
- Thunder, une femme
- Timber Wolf
- Triplicate Girl
- Tyroc
- Ultra Boy
- White Witch
- Wildfire (en)
- XS

## Ennemis
- Fatal Five
- Arma Getten
- Beauty Blaze
- Black Mace
- Blight
- Calorie Queen
- Captain Frake
- Caress
- Chameleon Chief
- Chameleon Kid
- Charma
- Command Kid
- Composite Man
- Composite Superman
- Computo
- Controller
- Cosmic King
- Dagon The Avenger
- Dark Circle
- Darkseid
- Dominators
- Dr. Regulus
- Dynamo-Boy
- Earth-Man
- Echo
- Emerald Empress
- Esper Lass
- Evillo
- Eyeful Ethel
- Flare
- Glorith
- Golden Boy (en)
- Grimbor the Chainsman
- Holdur
- Hunter (DC Comics)
- Imperiex
- Infinite Man
- Khund
- Lady Memory
- Lazon
- Leland McCauley
- Lightning Lord
- Magno Lad
- Magpie
- Mano
- Mask Man
- Micro Lad
- Mist Master
- Molecular Master
- Mordru
- Nemesis Kid
- Neutrax
- Ol-Vir
- Omega
- Omen
- Organus
- Persuader
- Phantom Lad
- Prophet
- Quicksand
- Ra's al Ghul
- Radiation Roy
- Ron-Karr
- Roxxas
- Saturn Queen
- Silver Slasher
- Spider Girl
- Starbright
- Starfinger
- Starlight
- Storm Boy
- Sun Emperor
- Sun-Eater
- Superman Prime
- Tarik the Mute
- Tharok
- The Joker
- Time Trapper
- Titania
- Tusker
- Tyr
- Universo
- Validus
- Zymyr

## Anecdote
Les héros de la série animée ont été rajeunis par rapport aux comics. Cette même différence se retrouve chez les jeunes Titans, dans X-Men Evolution et dans Iron Man: Armored Adventures.

## Autres médias
- Elle a donné lieu à une série télévisée d'animation, La Légende des super-héros (Legion of Super Heroes) diffusée sur The CW à partir du 23 septembre 2006, en France (depuis le 2 septembre 2007) sur France 3 et au Québec sur VRAK.TV. Des personnages de l'équipe sont auparavant apparus dans Superman, l'Ange de Metropolis, puis dans la Ligue des Justiciers, afin de tester la popularité de l'équipe avant de leur créer leur propre série.
- Trois membres de la Légion (Cosmic Boy, Saturn Girl et Lightning Lad) apparaissent également dans la saison 8 de Smallville.
- On peut voir à 2 reprise la Bague de la Légion apparaitre dans la série SuperGirl
- Dans la série Supergirl, la Légion des Super-héros apparaît au cours de la saison 3 avec l'introduction de Saturn Girl et Brainiac 5 ainsi que du retour de Mon-El.
- La Légion des super-héros a été adapté en film sous le titre Legion of Super-Heroes.